# 8e arrondissement de Budapest
Le 8e arrondissement de Budapest (en hongrois : Budapest 8. kerülete, [ˈbudɒpɛʃt ˈɲoltsɒdik ˈkɛɾylɛtɛ]) ou Józsefváros ([ˈjoːʒɛfvaːɾoʃ], en allemand : Josefstadt, [jozɛfʃtat]), parfois surnommé Nyócker ([ˈɲoːtskɛɾ]) est un arrondissement de Budapest. Englobant des quartiers centraux et péricentraux de la capitale hongroise, côté Pest, il s'étend du Kiskörút aux faubourgs entourant le cimetière national de Fiumei út. Il est bordé à l'ouest par le 5e arrondissement, au nord par le 7e et le 14e, à l'est par le 10e et au sud par le 9e.
Józsefváros pourrait se traduire en français par « Josephville » ou « Josephbourg ». Le nom de l'arrondissement fait ainsi référence à l'empereur Joseph II du Saint-Empire, archiduc d'Autriche et roi de Hongrie. La portion du Nagykörút qui traverse Józsefváros prend ainsi le nom de József körút.

## Histoire
Le site actuel de Józsefváros commence à se peupler dans les années 1720. Les bâtisses d'un étage qui y dominent sont alors toutes détruites par l'inondation du Danube en 1838, puis remplacées par des immeubles au style plus cossu et des rues ressemblant un peu plus à celles des arrondissements du centre-ville de Pest. Dans un contexte marqué par une forte industrialisation de l'agglomération budapestoise, l'arrondissement devient un quartier d'artisans et de petites industries et conserve encore aujourd'hui des traces de cet héritage.
Au début du XXe siècle, l'arrondissement atteint un pic démographique qui se traduit vers 1930 par une forte croissance des constructions. Après la Seconde Guerre mondiale, 90 % du secteur est détruit et de nombreux logements deviennent inhabitables. Sous le communisme, la priorité donnée à la construction de grands ensembles résidentiels en périphérie de Budapest a pour conséquence l'accélération de la dégradation du bâti dans la partie centrale de l'arrondissement[non neutre][réf. nécessaire]. Souvent restés dans le giron public en raison de leur insalubrité, l'état de ces logements attire l'attention des pouvoirs publics au début des années 2000. De nombreux projets de réhabilitation voient le jour.
Le marché de Józsefváros (en hongrois : Józsefvárosi piac) ou marché des Quatre-Tigres (Négy-Tigris Piac) est l'un des plus grands marchés aux puces de Budapest, situé dans le 8e arrondissement de la capitale hongroise. Depuis 1993, ce vaste ensemble situé près d'Orczy tér, coincé entre les voies de chemin de fer et Kőbányai út, est connu comme l'un des plus grands marchés asiatiques d'Europe centrale. De nombreux commerçants chinois et vietnamiens, mais aussi turcs et syriens, louent leur emplacement auprès de la société gestionnaire des lieux, Komondor Kft.. On y trouve essentiellement des produits de détail (vêtements, matériels électriques, jouets) ainsi que quelques kebabs et cantines asiatiques. L'été 2013, la MÁV (société de chemins de fer hongrois), propriétaire des lieux, a mis fin au bail de Komondor Kft. et a enjoint aux marchands de quitter l'espace. Si la fermeture n'est pas encore effective, les marchands semblent s'organiser pour s'installer de l'autre côté de la route, sur l'emprise des anciennes manufactures Ganz, là où se sont déjà installés les commerçants en gros.

## Démographie

### Données démographiques
L'âge moyen à l'échelle de l'arrondissement est de 40,6 ans en 2001. La population y est plutôt jeune : près de 60 % a moins de 40 ans (15,64 % a moins de 15 ans, 43,53 % entre 15 et 39 ans, 31,1 % entre 40 et 59 ans et 25,37 % plus de 60 ans). L'âge moyen des hommes est de 37,8 ans et celui des femmes 42,9 ans.

### Composition sociale
En 2001, sur 18 461 hommes appartenant à la population active, 1 705 étaient au chômage (9,23 %), dont une part importante de 20-29 ans (562) et de plus de 40 ans (638). Sur les 16 716 femmes actives, le taux de chômage s'élève à 8,11 %. Ces moyennes ne tiennent pas compte de la diversité sociale entre les quartiers de l'arrondissement, fortement polarisés entre une zone plutôt favorisée (autour du Kiskörút) et une zone beaucoup plus pauvre (entre Nagykörút et le Cimetière national de Fiumei út).

### Minorités nationales, linguistiques et confessions religieuses
Si 86,37 % de la population de l'arrondissement se déclare magyar en 2001, le pourcentage restant révèle une diversité ethnique et linguistique très riche. La minorité nationale et ethnique la plus importante est de très loin la minorité rom avec 3,38 % de la population. Elle-même très hétérogène, la minorité se concentre essentiellement autour du quartier de Magdolna où les taux dépassent souvent les 50 %. La deuxième minorité nationale est la minorité allemande, historiquement forte à Budapest. Parmi les minorités reconnues officiellement par le gouvernement hongrois, viennent ensuite les Slovaques, les Roumains, les Grecs et les Ukrainiens. La troisième population est cependant une minorité non reconnue en Hongrie : il s'agit de la minorité chinoise, forte de 443 individus (et quasi le double de locuteurs), particulièrement visible au Marché de Józsefváros.
Parmi les locuteurs, on note quelques divergences entre les langues des minorités et les statistiques des minorités. Ainsi l'allemand est la langue la plus parlée après le hongrois, puis vient ensuite le roumain devant le chinois. En revanche, le romani n'est pas très répandu parmi la population rom.

### Logement
Selon le recensement de 2001, l'arrondissement comptait 36 672 logements, dont 26 588 logements privés et 9 350 logements sociaux (propriété de la collectivité de l'arrondissement). Si près de 79 % des logements ne dépassent pas les 2 pièces (28 904), 53 % des logements de l'arrondissement sont estimés confortables (komfortos : 19 396), 25,7 % de grand confort (összkomfortos : 9 440) et 17,2 % de confort sommaire ou sans confort (komfort nélküli et félkomfortos : 6 301). L'arrondissement compte également un parc de 1 535 logements d'urgence. Ces statistiques doivent être mesurées à l'aune des inégalités fortes entre les quartiers compris entre les deux boulevards circulaires et ceux situés en périphérie du Nagykörút, particulièrement touchés par la dégradation du bâti.

## Équipements

### Éducation

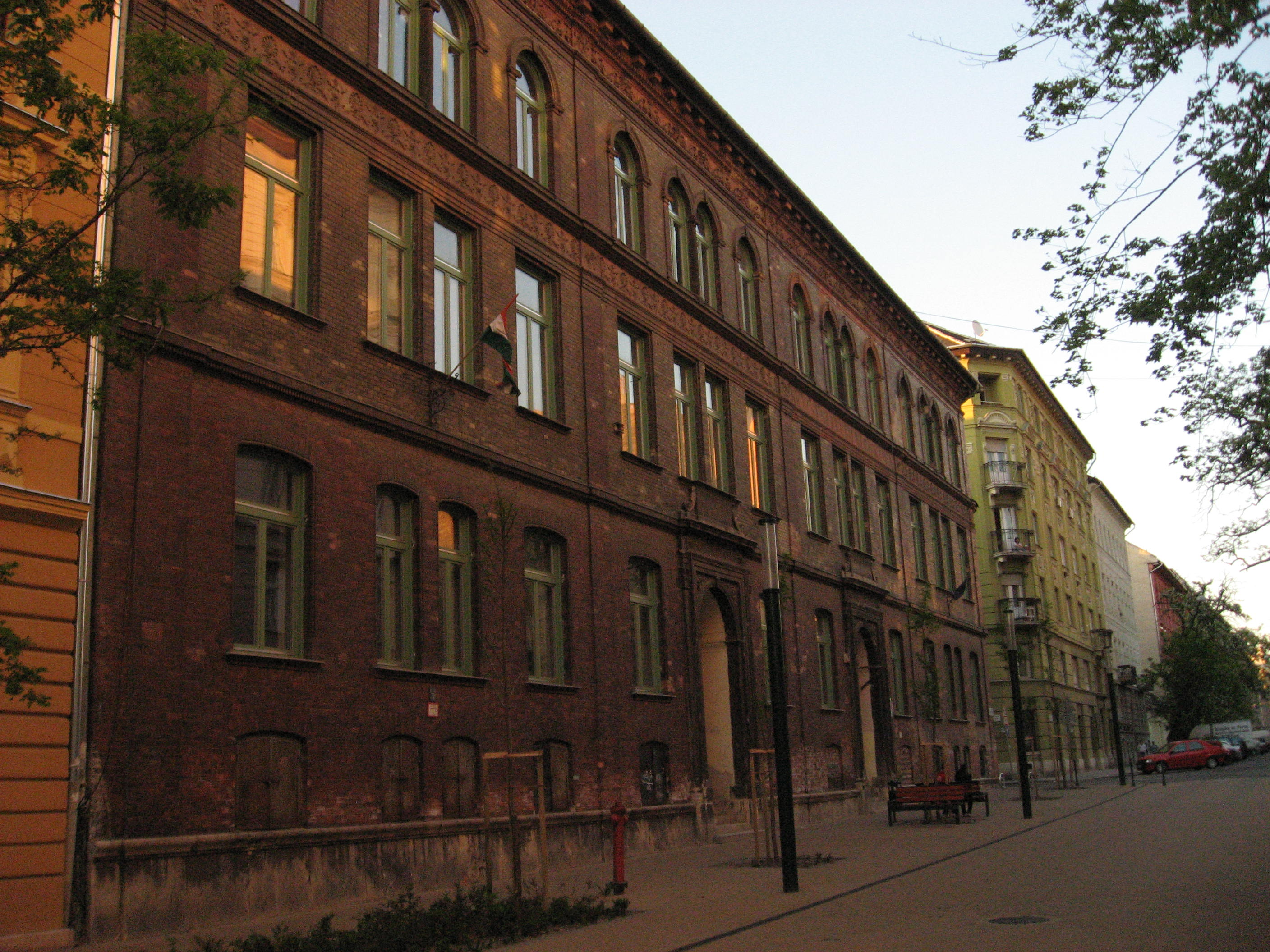
L'école Menyhért Lakatos.

Le système éducatif hongrois est profondément décentralisé. La charge et la propriété des établissements d'enseignement publics est dévolue aux collectivités locales et aux collectivités des minorités. À Budapest, ces compétences sont donc celles des arrondissements. Il existe par ailleurs de nombreux établissements privés majoritairement confessionnels.
L'enseignement pré-élémentaire (óvoda), de 3 à 6 ans n'est pas obligatoire. L'enseignement élémentaire (általános iskola) est un tronc commun obligatoire de 6 à 14 ans. L'enseignement élémentaire public est gratuit. Chaque école a l'obligation d'admettre tous les enfants résidant dans un quartier sans discrimination. S'il existe une forme de carte scolaire indicative, les parents peuvent demander l'admission de leur enfant dans n'importe quel établissement. Par ailleurs, les écoles privées ont le droit d'opérer une sélection et de demander des frais d'inscription.
L'arrondissement compte plusieurs écoles pré-élémentaires : l'école Gyerek-Virág, l'école Kincskereső, l'école Várunk rád, l'école Napsugár, l'école Koszorú, l'école Hétszínvirág, l'école Mesepalota, l'école Tá-ti-ka, l'école Pitypang, l'école Szivárvány, l'école Napraforgó, l'école et crèche Katica et l'école Százszorszép. La liste des écoles élémentaires est la suivante : l'école Deák Diák, l'école Menyhért Lakatos, l'école de Losonci tér, l'école László Németh, l'école bilingue anglo-hongroise Ferenc Molnár, l'école Práter, l'école de chant, musique et sport Péter Vajda, l'école Józsefváros et l'école Mihály Fazekas.

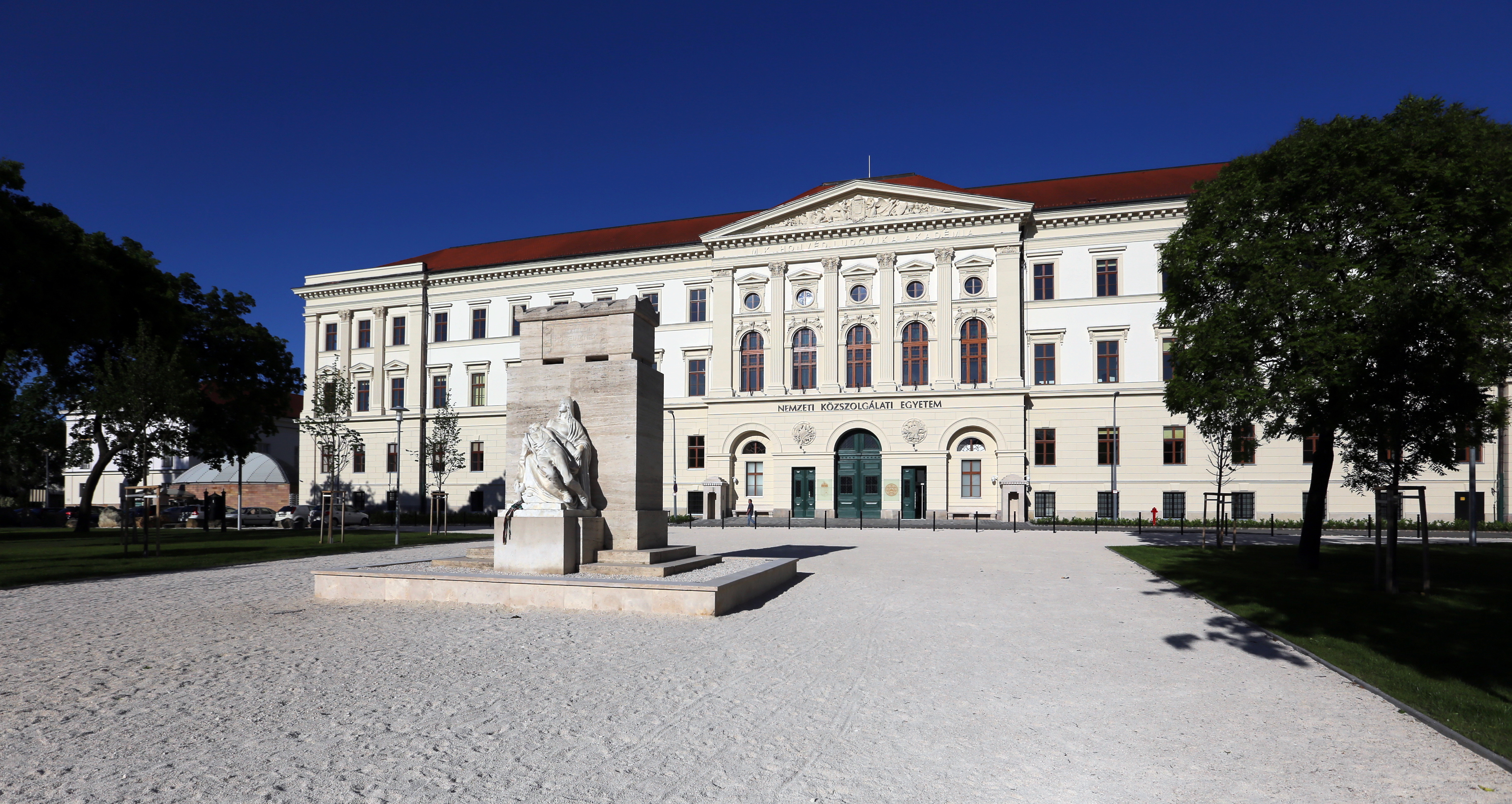
Université nationale de l'administration publique, campus Ludovica.

L'arrondissement accueille deux grands campus universitaires. Le premier se situe le long du Kiskörút ; il s'agit de l'imposante faculté des Humanités de l'Université Loránd Eötvös. Le second est le siège de l'Université nationale de l'administration publique, situé sur Üllői út dans l'enceinte de l'ancienne académie militaire Ludovica. On retrouve également les installations de plusieurs petites universités hongroises, dont l'Université germanophone Gyula Andrássy de Budapest, l'Université réformée Gáspár Károli, le Séminaire national de formation rabbinique - Université juive, l'Université d'art dramatique et cinématographique et aussi quelques facultés de l'Université d'Óbuda et de l'Université catholique Péter Pázmány. Enfin, il faut noter la présence de très nombreuses facultés de l'Université Semmelweis, souvent reliées à l'activité hospitalière.

### Vie culturelle
L'arrondissement accueille quelques équipements culturels d'envergure nationale, en partie liés à l'implantation du quartier universitaire. On trouve par exemple plusieurs musées comme le musée national hongrois, le musée hongrois des sciences naturelles ou le musée national et bibliothèque de pédagogie, de nombreuses librairies universitaires et la Bibliothèque centrale Ervin Szabó. Sur le plan artistique, on y trouve entre autres l'Erkel Színház, le Ruttkai Éva Színház et l'Institut culturel italien.
Situé entre le quartier juif, ses fameux Romkocsma et Ráday utca, l'arrondissement accueille également de nombreux lieux de la vie nocturne étudiante, qu'il s'agisse de bars-expo, de lieux culturels alternatifs ou de bars musicaux. C'est à Blaha Lujza tér que se trouve ainsi le Corvin tető.

### Réseaux urbains

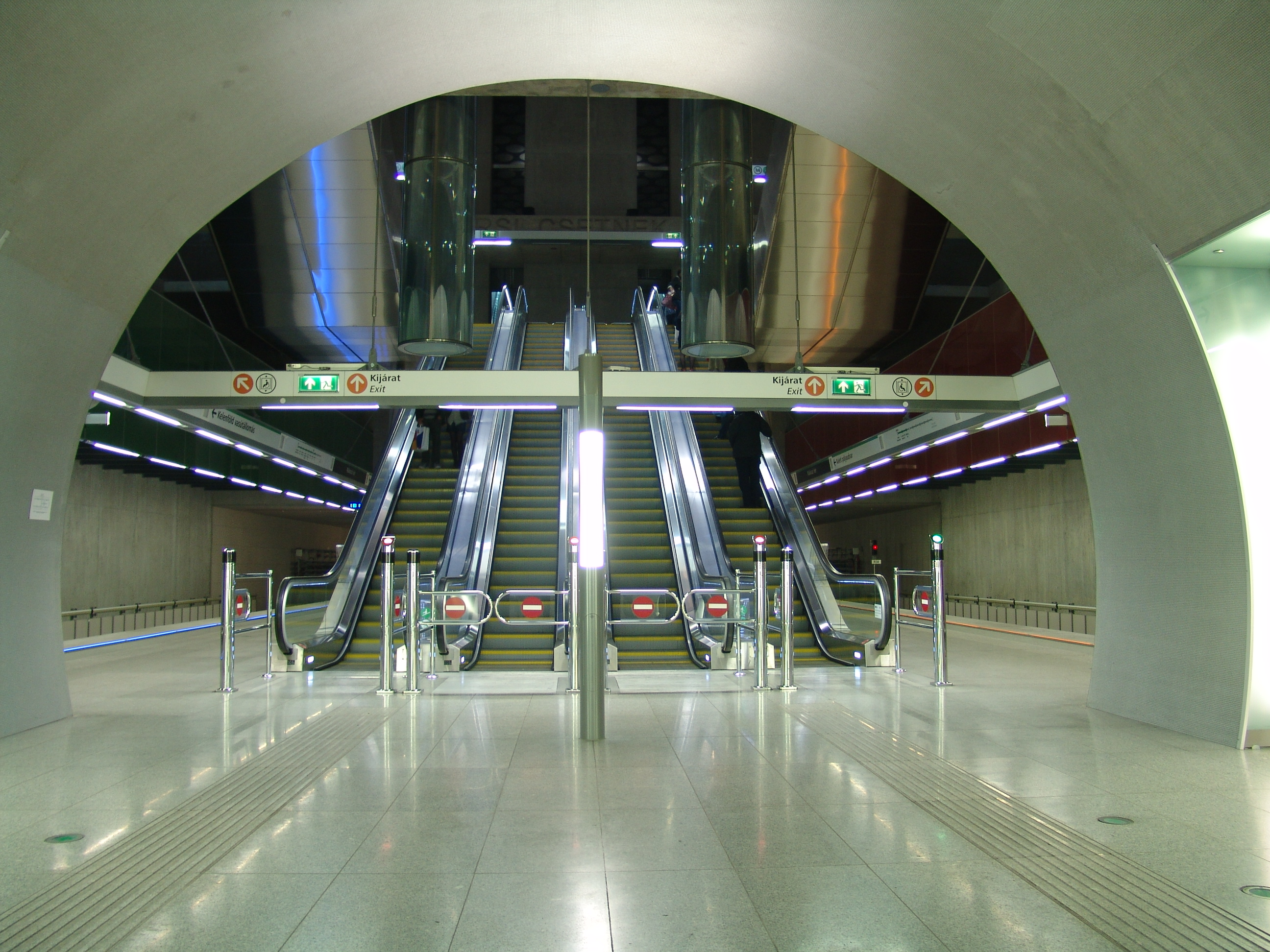
La station Rákóczi tér de la ligne du métro de Budapest.

Le réseau de transport en commun au sein du 8e arrondissement de Budapest est structuré par les grands axes pénétrants qui traversent le secteur et relient le centre-ville de Pest aux quartiers périphériques. Du nord au sud, on retrouve ainsi plusieurs lignes de bus ainsi que la ligne   du métro le long de Rákóczi út ; le trolley  83 et le bus  9 sur Baross utca ; plusieurs lignes de bus et le métro   parcourant Üllői út. D'ouest en est, l'arrondissement est traversé par trois grands axes, à savoir le Kiskörút, le Nagykörút et Hungária körút. Y circulent respectivement les lignes  47 49, les lignes  4 6 et la ligne  1 du tramway de Budapest. Le  24 circule sur un plus petit axe longeant le Cimetière national de Fiumei út et Teleki László tér.

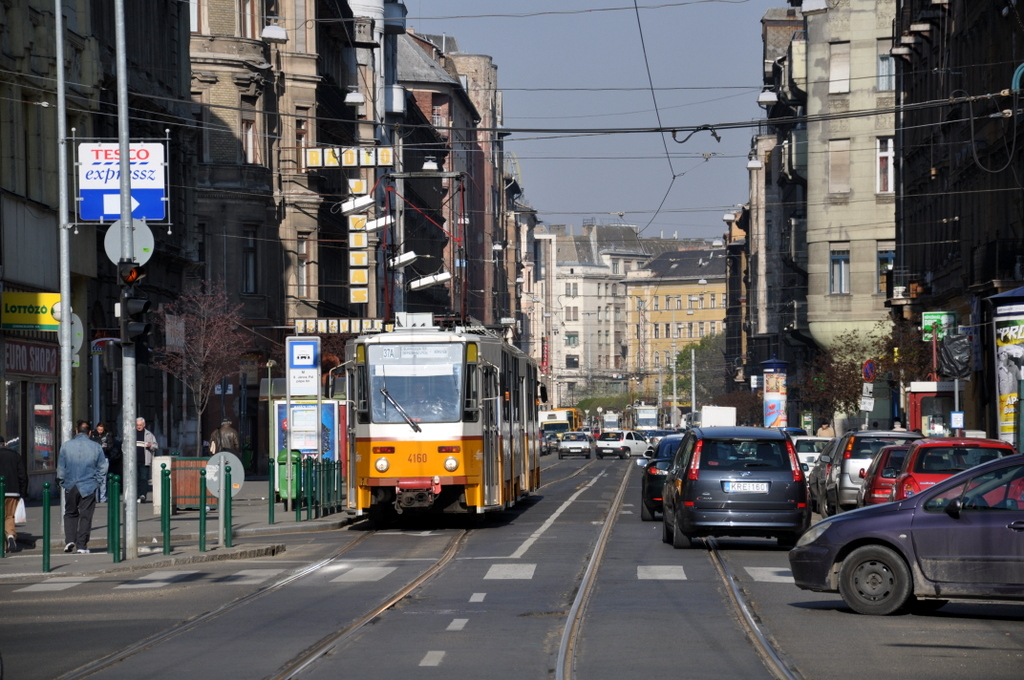
Un tramway sur Népszínház utca.

D'autres lignes de transport desservent l'arrondissement, de façon plus transversale, notamment la ligne   du métro, les lignes  28 37 37A 62 de tramway et enfin le bus  99.
Tous les grands pôles d'échanges multimodaux se situent aux lisières de l'arrondissement : Astoria au nord-ouest, Blaha Lujza tér au nord, la gare de Budapest-Keleti au nord-est, Nagyvárad tér au sud-est, Corvin-negyed au sud et Kálvin tér au sud-ouest. Ainsi, malgré l'important maillage en transports publics, l'on observe d'importantes ruptures de charge entre les lignes desservant le centre-ville de Pest et celles qui circulent dans les secteurs situés au-delà du Nagykörút.

## Économie
Il abite l'Arena Mall, l'un des plus grands centres commerciaux de Budapest. 

## Organisation administrative

### Quartiers
| Quartiers               | Quartiers        | Création | Population en 2001 (hab.) | Superficie (ha) | Densité hab/km2 | Localisation                  |
| ----------------------- | ---------------- | -------- | ------------------------- | --------------- | --------------- | ----------------------------- |
| 1                       | Corvin           | 2012     |                           |                 |                 | \| 1 2 3 4 5 6 7 8 9 10 11 \| |
| 2                       | Csarnok          | 2012     |                           |                 |                 | \| 1 2 3 4 5 6 7 8 9 10 11 \| |
| 3                       | Ganz             | 2012     |                           |                 |                 | \| 1 2 3 4 5 6 7 8 9 10 11 \| |
| 4                       | Kerepesdűlő      |          | 4 369                     |                 |                 | \| 1 2 3 4 5 6 7 8 9 10 11 \| |
| 5                       | Losonci          | 2012     |                           |                 |                 | \| 1 2 3 4 5 6 7 8 9 10 11 \| |
| 6                       | Magdolna         | 2012     |                           |                 |                 | \| 1 2 3 4 5 6 7 8 9 10 11 \| |
| 7                       | Népszínház       | 2012     |                           |                 |                 | \| 1 2 3 4 5 6 7 8 9 10 11 \| |
| 8                       | Orczy            | 2012     |                           |                 |                 | \| 1 2 3 4 5 6 7 8 9 10 11 \| |
| 9                       | Palotanegyed     |          | 16 704                    |                 |                 | \| 1 2 3 4 5 6 7 8 9 10 11 \| |
| 10                      | Százados         | 2012     |                           |                 |                 | \| 1 2 3 4 5 6 7 8 9 10 11 \| |
| 11                      | Tisztviselőtelep |          | 3 756                     |                 |                 | \| 1 2 3 4 5 6 7 8 9 10 11 \| |
| 1 2 3 4 5 6 7 8 9 10 11 |                  |          |                           |                 |                 |                               |

### Municipalité
Le siège de la municipalité du 8e arrondissement se situe dans l'ancienne prévôté, sur Baross utca. Le bourgmestre actuel est András Pikó. Le quartier de Palota est administré comme un sous-arrondissement.
| Période                                  | Période  | Identité       | Étiquette | Qualité |
| ---------------------------------------- | -------- | -------------- | --------- | ------- |
| 1990                                     | 1992     | Zoltán Koppány | SZDSZ     |         |
| 1993                                     | 2009     | Béla Csécsei   | SZDSZ     |         |
| 2009                                     | 2018     | Máté Kocsis    | Fidesz    |         |
| 2018                                     | 2019     | Botond Sára    | Fidesz    |         |
| 2019                                     | En cours | András Pikó    | Momentum  |         |
| Les données manquantes sont à compléter. |          |                |           |         |

## Patrimoine urbain

### Tissu urbain

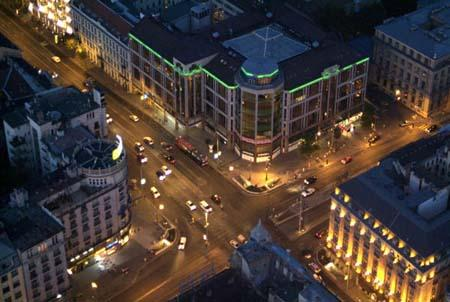
Astoria, la porte d'entrée de Palotanegyed

L'arrondissement se structure en trois grands ensembles. La partie située entre le Kiskörút et le Nagykörút appartient au centre-ville embourgeoisé de Budapest et correspond au quartier administratif de Palota. Quartier essentiellement résidentiel, on y trouve de nombreuses institutions publiques et privées de prestige, souvent aménagées dans d'anciens hôtels particuliers. On trouve ainsi à proximité du musée national hongrois les bâtiments de nombreuses facultés d'universités budapestoises, notamment la faculté de sciences humaines de l'Université Loránd Eötvös. Dans le même périmètre se situent également le bâtiment principal de la Bibliothèque métropolitaine Ervin Szabó (palais Wenckheim), l'institut culturel italien de Budapest, ainsi que le siège de Magyar Rádió. Sur Mikszáth Kálmán tér, élégante place aux allures italiennes, se sont installées quelques bars et restaurants qui confirment l'ambiance étudiante du quartier.

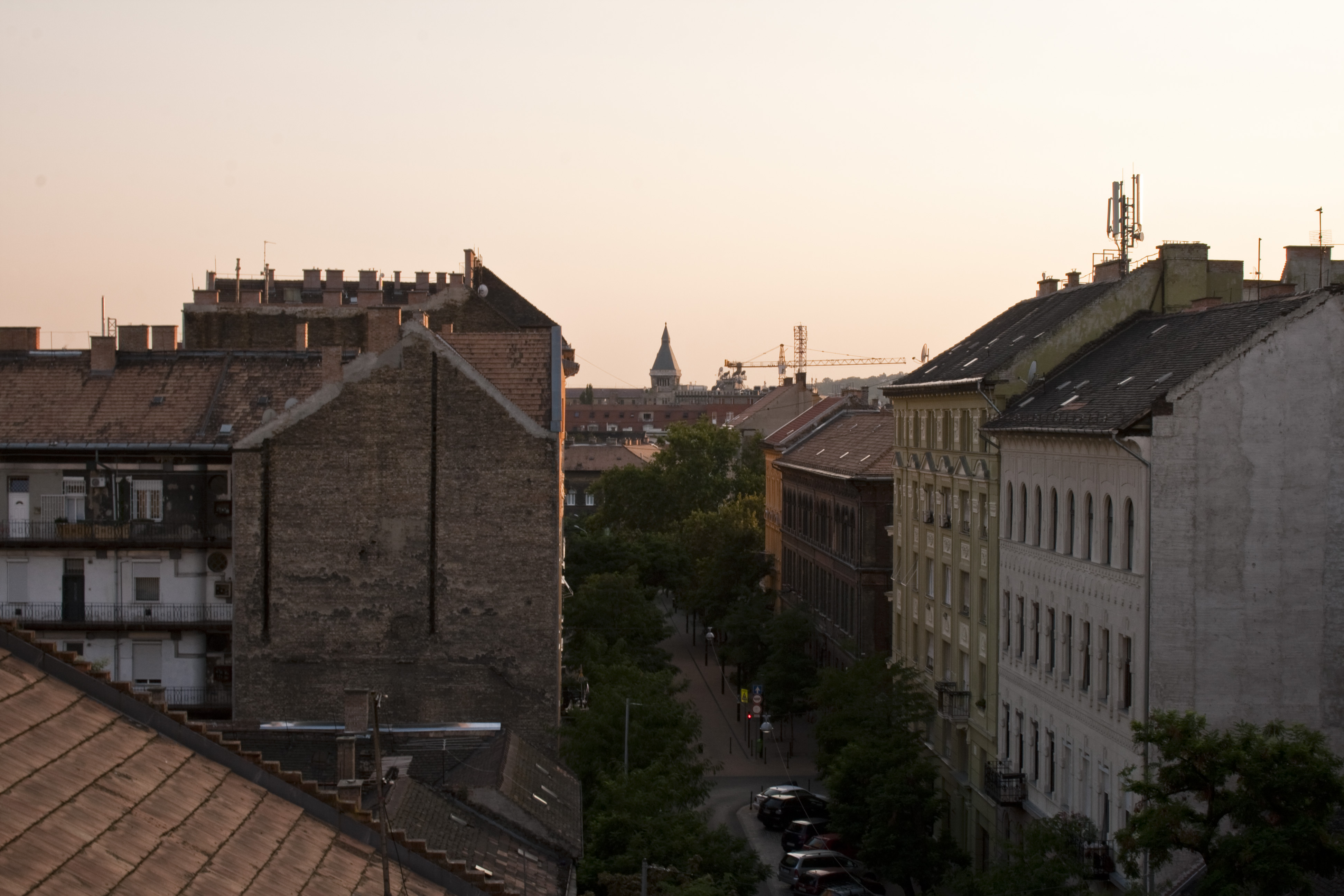
Aperçue de l'ancienne partie centrale de Józsefváros, entre Teleki László tér et Mátyás tér.

Au-delà Nagykörút se situe l'ancienne partie centrale de Józsefváros (Középső-Józsefváros), désormais divisée en plusieurs quartiers administratifs (Losonci, Csarnok, Népszinház, Orczy, Corvin et Magdolna). Avec l'intense politique de lutte contre la prostitution, la réhabilitation des espaces publics et l'arrivée de la ligne M4 du métro de Budapest, les rues adjacentes de Rákóczi tér ont connu une accélération de leur revalorisation immobilière. Un peu plus au Sud aux abords du grand boulevard, l'ancien quartier populaire de Corvin-Szigony (désormais scindé en deux entités) a été entièrement rasé au profit de l'implantation d'un grand centre commercial urbain, d'ensembles de bureaux et de logements de haut standing. À l'écart des grands axes de circulation et des principaux moyens de transport, les autres quartiers péri-centraux demeurent des quartiers encore très populaires, souffrant parfois d'une forte stigmatisation de la part des Budapestois. Depuis le milieu des années 2000, de nombreux programmes de réhabilitation urbaine cherchent pourtant à changer l'image de ces secteurs. La rénovation complète de Teleki László tér et des rues adjacentes ainsi que l'installation du campus Ludovika dans un ancien immeuble militaire (Académie militaire royale hongroise Ludovika) dans le quartier Orczy ont ainsi contribué à améliorer timidement la réputation de ces espaces.
La troisième partie de l'arrondissement, située cette fois au-delà de l'ancienne ceinture manufacturière et des emprises ferroviaires, est essentiellement constituée de petites unités d'habitation, principalement des petits immeubles résidentiels et des maisons individuelles avec jardin. Historiquement, les quartiers de Százados úti et Tisztviselőtelep ont été construits au début du XXe siècle pour héberger des fonctionnaires du royaume. La population qui y vit actuellement est essentiellement constituée de basses franges des classes moyennes. À proximité immédiate de ces deux ensembles se situent les quartiers administratifs de Kerepesi et Ganz. Le premier est un quartier de gare aux allures de faubourg, coincé entre le Cimetière national de Fiumei út, la Gare de Budapest-Keleti et les anciens terrains de l'hippodrome, aujourd'hui occupés par le centre commercial Arena. Le second représente le principal vestige du passé industriel de l'arrondissement. L'ancienne usine de la compagnie Ganz y produisait du matériel ferroviaire ; elle est désormais occupée par des marchands en gros et les anciens marchands au détail du marché de Józsefváros. Les chinois, turcs et vietnamiens qui s'y sont installés en ont fait le principal lieu de déballage et d'écoulement des marchandises importées d'Asie et du Proche-Orient, allant de l'alimentaire aux objets de contrefaçon.

## L'arrondissement dans les représentations

### Cinématographie
Les films les plus connus prenant l'arrondissement pour décors sont Les Garçons de la rue Paul de Zoltán Fábri, Être sans destin d'Imre Kertész et le film d'animation Nyócker ! qui retrace l'histoire de deux familles rom et roumaine. Dans Coming out de Dénes Orosz (2013), de nombreuses scènes sont filmées dans le quartier autour des hôpitaux, entre Práter utca et Üllői út.

### Littérature

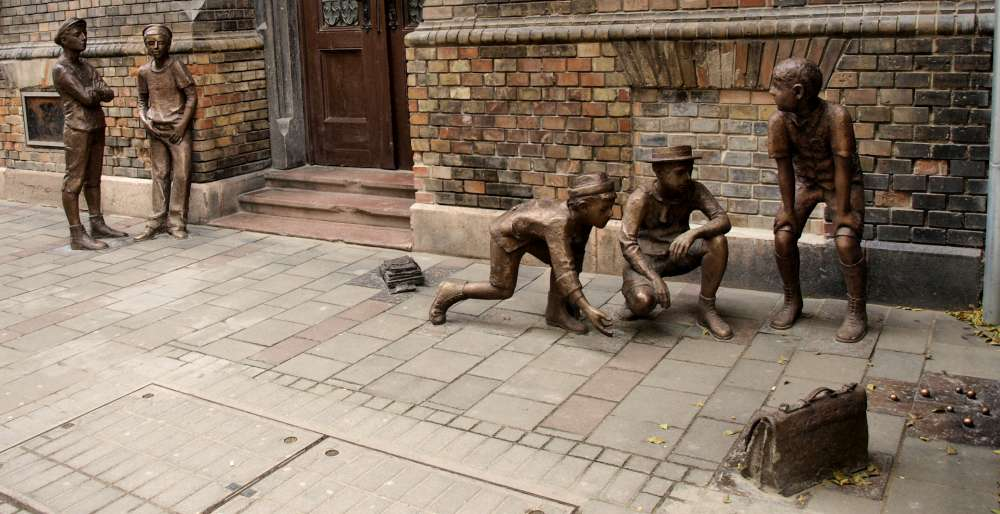
Statue de Péter Szanyi, représentant les garçons de la rue Paul, dans Práter utca.

Le roman dont s'inspire le film Les Garçons de la rue Paul, écrit par Ferenc Molnár en 1906, se déroule en grande partie dans les 8e et 9e arrondissements. L'écrivain italien d'origine hongroise Giorgio Pressburger a longtemps vécu dans un immeuble situé à l'angle d'Erdély utca (désormais Bauer Sándor utca) et Teleki László tér. Il a publié une nouvelle issue de sa période de jeunesse et relatant la vie du quartier et de sa communauté juive, intitulée Histoires du huitième district.

## Relations internationales

### Jumelages
En raison de son nom, qui signifie littéralement « Joseph-ville » en français, l'arrondissement a décidé de se jumeler avec les quartiers suivants :
- Timișoara (Iosefin)
- Vienne (Josefstadt)

## Personnalités liées à l'arrondissement
- Michael Balint
- Máté Kocsis
- Giorgio Pressburger
- Mihály Táncsics